# لي سوليفان
لي سوليفان (بالإنجليزية: Lee Sullivan)‏ هو طبال بريطاني، ولد في 6 مارس 1971 في لندن في المملكة المتحدة.

## وصلات خارجية
- لي سوليفان على موقع ميوزك برينز (الإنجليزية)